# Корінь (мовознавство)
Корінь — основна, єдина обов'язкова для кожного слова морфема, що є носієм його лексичного значення, повторюється в усіх граматичних формах і споріднених словах. 
Корінь — це центральна частина слова, яка є неподільною частиною споріднених слів, що утворюють словотвірне гніздо.
Корінь може збігатися з основою слова, напр. у слові "день"; зіставляється з іншими — некореневими морфемами.
Афікси приєднуються до коренів у певній послідовності, набуваючи своїх значень тільки в його контексті. Проміжними між коренями й афіксами є афіксоїди. Під упливом афіксів оточення кореня можуть варіюватися.

## Класифікація коренів
Корені, що вільно сполучаються з різними словотворчими афіксами й можуть уживатися без них, називають вільними (біг, біг-ун, біг-ати). Корені, які використовують тільки в поєднанні з суфіксами й префіксами, називають зв'язаними (в-зу-ття, в-зу-ти, роз-зу-ти). Зв'язані корені з'являються внаслідок спрощення морфем, будови слів, лексичних запозичень.
Є корені живі, які легко виділяють у структурі слова (пис-ати, за-пис) та історичні, або етимологічні, що встановлюються у слові на основі етимологічного аналізу (зод-ч-ий, му-х-а).

## Корінь в українській мові
В українській мові близько 15 000 коренів. Більшість з них об'єднує від двох (мензурка, мензурковий; ментор, менторський) до кількох десятків (-біл-, -чит-) або й сотень (-вод-, -нес-, -ход-) слів. Понад 5 000 коренів засвідчено одним словом (антилопа, бабуїн, гібон). Це переважно запозичення.
Найчастіше корені поєднуються з афіксами, хоча є і кореневі безафіксні слова, яких в українській мові близько 500. Це службові частини мови: прийменники (над, під), сполучники (і, але), частки (би, ж), невідмінювані іменники (кенгуру), прикметники (хакі) й прислівники (там, тут).
Понад половина коренів української мови зазнає морфонологічних змін (у них чергуються голосні й приголосні, випадають і вставляються окремі фонеми). Корені відмінюваних іменників і прикметників здебільшого закінчуються приголосним, дієслів — голосним і приголосним.